# بيرسي بي تورنر
بيرسي بي تورنر (بالإنجليزية: Percy P. Turner)‏ هو مهندس معماري أمريكي، ولد في 28 ديسمبر 1891 في مقاطعة فريدريك في الولايات المتحدة، وتوفي في 1958.